# Zwiadowcy
Zwiadowcy (ang. Ranger’s Apprentice) – seria powieści fantasy autorstwa australijskiego pisarza Johna Flanagana. Powieść przygodowa dla nastolatków, osadzona w fikcyjnym, stylizowanym na średniowiecze świecie. Pierwsza książka z serii, zatytułowana Ruiny Gorlanu, została wydana w Australii w listopadzie 2004 roku, a w Polsce w marcu 2009. Do 2024 roku wydano 18 książek serii głównej oraz 2 prequele – Wczesne Lata.
Pierwszy prequel – Turniej w Gorlanie (ang. The Tournament at Gorlan) – miał swoją premierę 6 października 2015 roku, a w Polsce 4 listopada 2015. Drugi zaś – Bitwa na wrzosowiskach (ang. The Battle of Hackham Heath) – ukazał się w Polsce 16 listopada 2016 roku.

## Fabuła
Seria powieści przedstawia przygody Willa – sieroty, który staje się czeladnikiem ponurego zwiadowcy o imieniu Halt. Korpus Zwiadowców zajmuje się dostarczaniem informacji i pilnowaniem porządku w królestwie dla Duncana – króla Araluenu. Dostarcza mu informacji o wrogich zamiarach nieprzyjaciół. Seria jest połączeniem przygód nastoletniego Willa i jego przyjaciół, m.in. Horace’a, Cassandry, Alyss czy Gilana.

## Popularność
Wielomilionowa sprzedaż w ponad 30 krajach. Z dniem 13 grudnia 2013 roku seria znajdowała się 77 tygodni na liście bestsellerów New York Timesa.

## Księgi w serii
| Numer Księgi | Polski tytuł              | Tytuł oryginalny          | Data wydania w Polsce | Data wydania oryginału | Stron wydanie polskie | Stron wydanie oryginalne | Chronologia | ISBN                    |
| ------------ | ------------------------- | ------------------------- | --------------------- | ---------------------- | --------------------- | ------------------------ | ----------- | ----------------------- |
| 1            | Ruiny Gorlanu             | The Ruins of Gorlan       | 25 marca 2009         | 1 listopada 2004       | 319                   | 288                      | 1           | ISBN 978-83-60010-88-4  |
| 2            | Płonący most              | The Burning Bridge        | 22 kwietnia 2009      | 5 maja 2005            | 302                   | 266                      | 2           | ISBN 978-83-60010-89-1  |
| 3            | Ziemia skuta lodem        | The Icebound Land         | 23 września 2009      | 30 listopada 2005      | 331                   | 307                      | 3           | ISBN 978-83-60010-92-1  |
| 4            | Bitwa o Skandię           | Oakleaf Bearers           | 21 października 2009  | 1 maja 2006            | 384                   | 327                      | 4           | ISBN 978-83-7686-001-5  |
| 5            | Czarnoksiężnik z Północy  | The Sorcerer in the North | 10 marca 2010         | 4 listopada 2006       | 383                   | 329                      | 6           | ISBN 978-83-76-86-006-0 |
| 6            | Oblężenie Macindaw        | The Siege of Macindaw     | 16 czerwca 2010       | 1 maja 2007            | 392                   | 331                      | 7           | ISBN 978-83-7686-018-3  |
| 7            | Okup za Eraka             | Erak’s Ransom             | 6 października 2010   | 1 listopada 2007       | 472                   | 441                      | 5           | ISBN 978-83-7686-023-7  |
| 8            | Królowie Clonmelu         | The Kings of Clonmel      | 9 marca 2011          | 4 listopada 2008       | 472                   | 403                      | 8           | ISBN 978-83-7686-026-8  |
| 9            | Halt w niebezpieczeństwie | Halt’s Peril              | 15 czerwca 2011       | 2 listopada 2009       | 512                   | 386                      | 9           | ISBN 978-83-7686-050-3  |
| 10           | Cesarz Nihon-Ja           | The Emperor of Nihon-Ja   | 11 stycznia 2012      | 1 listopada 2010       | 565                   | 568                      | 10          | ISBN 978-83-7686-051-0  |
| 11           | Zaginione historie        | The Lost Stories          | 27 czerwca 2012       | 4 października 2011    | 510                   | 580                      | 11          | ISBN 978-83-7686-120-3  |

### Wczesne lata
| Numer Księgi | Polski tytuł           | Tytuł oryginalny            | Data wydania w Polsce | Data wydania oryginału | Stron wydanie polskie | Stron wydanie oryginalne | ISBN                   |
| ------------ | ---------------------- | --------------------------- | --------------------- | ---------------------- | --------------------- | ------------------------ | ---------------------- |
| 1            | Turniej w Gorlanie     | The Tournament at Gorlan    | 4 listopada 2015      | 6 października 2015    | 389                   |                          | ISBN 978-83-7686-407-5 |
| 2            | Bitwa na wrzosowiskach | The Battle Of Hackham Heath | 23 listopada 2016     | 31 października 2016   | 352                   |                          | ISBN 978-03-9916-362-3 |

### Królewski zwiadowca
| Numer Księgi | Polski tytuł             | Tytuł oryginalny                         | Data wydania w Polsce | Data wydania oryginału | Stron wydanie polskie | Stron wydanie oryginalne | ISBN                   |
| ------------ | ------------------------ | ---------------------------------------- | --------------------- | ---------------------- | --------------------- | ------------------------ | ---------------------- |
| 12           | Królewski zwiadowca      | A New Beginning (oryg. The Royal Ranger) | 9 października 2013   | 1 października 2013    | 488                   | 448                      | ISBN 978-83-7686-210-1 |
| 13           | Klan Czerwonego Lisa     | The Red Fox Clan                         | 20 czerwca 2018       | 2 lipca 2018           | 400                   | 352                      | ISBN 978-83-7686-675-8 |
| 14           | Pojedynek w Araluenie    | Duel At Araluen                          | 14 listopada 2018     | 3 grudnia 2018         | 400                   | 400                      | ISBN 978-83-7686-737-3 |
| 15           | Zaginiony książę         | The Missing Prince                       | 30 września 2020      | 29 września 2020       | 360                   | 304                      | ISBN 978-83-7686-915-5 |
| 16           | Ucieczka z zamku Falaise | Escape from Falaise                      | 13 października 2021  | 2 listopada 2021       | 312                   | 256                      | ISBN 978-05-9311-348-6 |
| 17           | Wilki Arazan             | Arazan’s Wolves                          | 6 grudnia 2022        | 1 listopada 2022       | 299                   | 272                      | ISBN 978-17-6104-456-4 |
| 18           | Zasadzka w Sorato        | Ambush at Sorato                         | 12 czerwca 2024       | 18 czerwca 2024        | 270                   | 272                      | ISBN 978-83-8266-306-8 |

## Bohaterowie

### Główni bohaterowie
- Will Treaty – główny bohater serii. Wychował się w sierocińcu, nie wiedząc kim byli jego rodzice. Z powodu wątłej budowy, w Dniu Wyboru zostaje odrzucony przez Mistrzów Szkoły Rycerskiej i Ujeżdżania i jest przekonany, że trafi do pracy na roli. Wtedy jednak jego przyszły mistrz pokazuje baronowi Araldowi tajemniczą kartkę. Podczas próby poznania jej treści, Will zostaje przyłapany i dowiaduje się, że wszystko było podstępem, aby sprawdzić umiejętności chłopaka – Will zdaje „egzamin” i zostaje przyjęty na czeladnika Halta, zwiadowcy z jego rodzinnego lenna Redmont. Pod koniec tomu pierwszego otrzymuje brązowy liść dębu i dowiaduje się prawdy o swoim ojcu, który był sierżantem wojsk królewskich. Zginął on, ratując życie Haltowi. Pod koniec tomu drugiego zostaje pojmany przez skandyjskiego jarla Eraka, który dopomaga mu w ucieczce w części trzeciej. W części czwartej staje na czele oddziału łuczników, który pełni kluczową rolę w Bitwie o Skandię, dziesiątkując temudżeińskich jeźdźców. Doprowadza potem do zawarcia traktatu pokojowego ze Skandią, skąd bierze się jego nazwisko – „Treaty” (ang. Traktat). Pod koniec księgi siódmej (chronologicznie wcześniejszej od piątej i szóstej) otrzymuje srebrny liść dębu, odznakę pełnoprawnego zwiadowcy. Zostaje przydzielony do lenna Seacliff, które ratuje przed napaścią Skandian. Następnie wyrusza z tajną misją do lenna Norgate i ratuje Zamek Macindaw od przejęcia przez Skottów, o mało nie zostawszy zabity przez zahipnotyzowaną Alyss. Wyznaje jej wtedy miłość, co wyprowadza ją z transu. Dołącza do „oddziału specjalnego” zwiadowców, którego celem jest reagowanie w nagłych wypadkach. Od tej pory stacjonuje w Redmont, dzieląc obowiązki zwiadowcy z Haltem. W 9. części ratuje swojego mistrza przed śmiercią od zatrutego bełtu. Od pierwszego tomu jest on zakochany (z wzajemnością) w Alyss – przyjaciółce z dzieciństwa; biorą ślub pod koniec 11. tomu. Jak każdy zwiadowca, wyśmienicie posługuje się łukiem, saksą i nożem do rzucania, ale największą bronią Willa jest jego umysł. Z natury pogodny, roześmiany, przyjacielski chłopak o przyjaznym usposobieniu, w stosunku do „złych” ludzi nie zawaha się ani chwili, by wyjąć łuk. W 12. tomie jest załamany z powodu śmierci swojej żony, Alyss – jej śmierć ujawniła „ciemną” stronę jego umysłu, gotową do zadania cierpienia i zemsty. Zaniedbuje sprawy Korpusu nikt nie może go pocieszyć. Przyjmuje na uczennicę księżniczkę Madelyn Altman, która jest jego chrześniaczką. Wciąż poszukuje ludzi odpowiedzialnych za podpalenie gospody, w której zginęła Alyss. Na końcu 12. części zabija dwóch z trzech winowajców.
- Halt O’Carrick – mistrz Willa. Były najlepszy łucznik w Korpusie Zwiadowców. Tytuł ten przejmuje Will (Halt sam to przyznaje). Jest prawowitym królem Hibernii, do Araluenu uciekł przed swoim bratem-bliźniakiem – Ferrisem, który próbował go zabić. Zwiadowczego rzemiosła uczył go niesłusznie wygnany mentor Crowleya, Pritchard. Piętnaście lat przed akcją pierwszej książki, udaremnił plany zbuntowanego lorda Morgaratha. Jest zaufanym doradcą króla Duncana i należy do starszych rangą Zwiadowców. Podczas wojny z lordem Gorlanu, życie uratował mu ojciec Willa. Następnie Halt udał się, by odnaleźć jego rodzinę, jednak żona sierżanta zmarła podczas walki z opryszkami. Zwiadowca oddał chłopca do sierocińca w Redmont, obserwując jego wychowanie. W pierwszym tomie przyjmuje Willa na ucznia, a w drugim wysyła na misję z Gilanem. W trzecim tomie zostaje skazany na banicję za obrazę króla. Zrobił to, by móc ruszyć do Skandii na poszukiwania Willa. Wyrusza wraz z Horacem, gdzie wspólnie z Willem i Cassandrą pomagają odeprzeć atak Temudżeinów. Na początku „Okupu za Eraka” bierze ślub z lady Pauline. Jest dowódcą „grupy do zadań specjalnych”. Jego przeszłość poznajemy w księdze ósmej, tam też udaremnia plany Tennysona i zostaje otruty przez Genoweńczyków, ale ratuje go Malcolm („Halt w niebezpieczeństwie”). W tomie dziesiątym pomaga Shigeru wrócić na tron. Halt jest skryty, małomówny i oschły, ale bardzo zależy mu na Willu – traktuje go jak syna – i wierzy, że będzie on najlepszym zwiadowcą. Boi się jedynie lady Pauline.
- sir Horace Altman/Rycerz Dębowego Liścia – w pierwszym tomie prześladowca Willa, później jego oddany przyjaciel. W dniu wyboru zostaje przyjęty do Szkoły Rycerskiej – jest bardzo uzdolnionym uczniem. Podczas „Płonącego mostu” wyrusza z Gilanem i Willem, jest świadkiem pojmania przyjaciela i Cassandry. Otrzymuje zgodę na podróż z Haltem i pomaga Skandianom pokonać Temudżeinów. Zostaje pasowany na Rycerza Dębowego Liścia. Razem z młodym zwiadowcą (tom szósty) odbija Macindaw, następnie, jako członek „grupy do zadań specjalnych” wyrusza do Clonmelu, gdzie udaje legendarnego wojownika. Pomaga Willowi pokonać Genoweńczyków. W „Cesarzu Nihon-Ja” pomaga Shigeru wrócić na tron – cesarz staje się dla niego kimś w rodzaju ojca. Na końcu tego tomu oświadcza się Evanlyn – biorą ślub w księdze jedenastej. Horace ma jasne włosy i atletyczną budowę. Jest wspaniałym szermierzem. Podczas podróży wśród zwiadowców traci całą naiwność, staje się mniej łatwowierny i bardziej pomysłowy. Pod koniec 11. księgi dowiadujemy się, że Horace ma zostać ojcem. W 12. tomie ma córkę imieniem Madelyn, która następnie zostaje czeladniczką Willa. Jako pierwsza była „Zwiadowczynią”.
- księżniczka (tytuł księżniczki został jej odebrany podczas akcji w 12. księdze) Madelyn „Maddie” Altman – Córka regentki Cassandry i Pierwszego Rycerza Królestwa sir Horace. Uczennica i chrześniaczka Willa. Pod koniec 12. części otrzymuje brązową odznakę zwiadowcy i (mimo przywrócenia do łask) postanawia kontynuować naukę u mistrza. Jest pierwszą zwiadowczynią. Główna bohaterka tomów 12-17.

### Bohaterowie drugoplanowi
- lady Alyss Treaty (z domu Mainwaring) – kurierka Służby Dyplomatycznej. Jest najdawniejszą przyjaciółką, ukochaną, a w końcu żoną Willa. Była zazdrosna o więź między Willem a księżniczką Cassandrą. W 5. części książki przywozi Willowi rozkazy od Halta i Crowleya, a potem występuje jako lady Gwendonlyn z Amarle. Po przejęciu Zamku Macindaw przez zdrajcę, lorda Kerena, zostaje rozpoznana przez Johna Buttle’a, zbira, który podsłuchał ich rozmowę na początku książki. Zostaje uwięziona i jest poddawana hipnozie przez Kerena. Zmusza ją do zabicia Willa, który nie potrafi zrobić jej krzywdy i wiedząc, że umrze z jej ręki, mówi jej, że ją kocha, aby nie czuła się winna tego, co zrobiła, wybudzając ją tym sposobem z transu. Zabija ona lorda Kerena wylewając mu na twarz kwas. Towarzyszy Willowi w 10. tomie. Udaje rozgniewanie na niego z powodu dziwnej formy jego oświadczyn, ale w rzeczywistości bardzo się cieszy z ich powodu. Biorą ślub pod koniec 11. tomu. Zginęła podczas ratowania dziewczynki z płonącej gospody, przed rozpoczęciem akcji 12. tomu.
- księżniczka Cassandra „Cassie” Altman/Evanlyn Wheeler – córka króla Duncana, przyszła królowa Araluenu. Will, Gilan i Horace spotykają ją w 2. tomie. Używa wtedy imienia swojej pokojówki, Evanlyn. Gdy jest w niewoli u Skandian ukrywa się ze swoją prawdziwą tożsamością, gdyż oberjarl Ragnak zaprzysiągł Vallom (skandyjskie bóstwa zemsty) zemstę na całym rodzie Duncana. Po powrocie do roli księżniczki traci kontakt z Willem. Wstawia się z tego powodu u króla, aby przyjął Willa do królewskich wojsk rozpoznania i pasował na rycerza, ale on odrzuca tę propozycję, pragnąc pozostać zwiadowcą. Towarzyszy Willowi w wyprawie do Nihon-Ja. Pod koniec 10 tomu przyjmuje oświadczyny Horace, biorą ślub w księdze 11. Cassandra spodziewa się dziecka. W 12. tomie ma córkę imieniem Madelyn i zostaje regentką królestwa Araluen.
- Gilan – poprzedni uczeń Halta przed Willem. Syn rycerza z Carway, sir Davida. Najlepszy w sztuce zakradania się pośród zwiadowców. Jako jedyny zwiadowca nosi miecz, ponieważ miał być rycerzem i w młodości pobierał lekcje od sławnego mistrza szermierczego MacNeila. Nauczył Willa obrony przed mieczem za pomocą dwóch noży. Ma poczucie winy, że zostawił Willa w Celtii przez co ten został pojmany i chce wyruszyć z Haltem na jego poszukiwania, ale jego dawny mistrz nie pozwala mu na to, mówiąc, że jest potrzebny w Araluenie. Jak dowiadujemy się w 11. części pokonał wtedy poplecznika Morgaratha – Foldara. Gdy poznaje go Will, jest zwiadowcą w lennie Meric. Pod koniec tomu szóstego przeniesiony zostaje do lenna Norgate, a od tomu ósmego jest zwiadowcą w lennie Whitby, zastępując Halta i Willa pod ich nieobecność. Podoba mu się Jenny, której wielokrotnie proponował małżeństwo. Po śmierci Crowleya został dowódcą Korpusu Zwiadowców, mimo że brano pod uwagę Halta i Willa.
- Crowley Meratyn – dowódca Korpusu Zwiadowców. Pełni obowiązki zwiadowcy w lennie Araluen. Najlepszy Przyjaciel Halta. Z jego inicjatywy powstała „grupa do zadań specjalnych”. Mistrz w sztuce bezszelestnego poruszania się. Zmarł przed rozpoczęciem akcji dwunastej części.
- król Duncan – władca Królestwa Araluenu. Po śmierci jego ojca lord Morgarath postanowił sięgnąć po władzę, jednak koalicja lojalnych baronów odparła jego wojska głównie dzięki przeprowadzeniu przez Halta oddziału ciężkiej kawalerii na tyły wargalskiej armii Morgaratha przez nikomu nieznany bród. Prywatnie przyjaźni się z Haltem; jest niepocieszony, gdy musi go osądzić. Ciężko choruje przed rozpoczęciem akcji księgi 12.
- baron Arald – baron lenna Redmont. Przyjaźni się z Haltem, na jego prośbę umieścił Willa w zamkowym sierocińcu. Jest mężem lady Sandry. Ma osobliwe poczucie humoru, którego większość ludzi nie rozumie. W prequelu serii dowiadujemy się, że rok przed wydarzeniami pokonał on barona Morgaratha w corocznym turnieju.
- Erak Starfollower – początkowo jarl skandyjski, po śmierci Ragnaka w Bitwie o Skandię wybrany oberjarlem. Pomógł uciec Willowi i Cassandrze (znanej mu jako Evanlyn), gdyż zobaczył zgubny wpływ cieplaka na Willa. Na skutek zdrady innego Skandianina, Toshaka zostaje pojmany przez Arydów podczas łupieżczej wyprawy. Jego ukochany statek nazywa się „Wilczy wicher”. Po objęciu urzędu oberjarla przekazał go dotychczasowemu zastępcy, Svengalowi.
- sir Rodney – jest Mistrzem Sztuk Walki w Zamku Redmont. Dobry przyjaciel Halta i barona Aralda. Pojawia się w częściach pierwszej, drugiej i czwartej. Ma potężną budowę. Jego ulubioną bronią jest topór.
- lady Pauline O’Carrick (z domu DuLacy) – Mistrzyni Służby Dyplomatycznej. Jest żoną Halta i nauczycielką Alyss. Prosi Willa, żeby opiekował się Haltem.

### Ludzie – postacie epizodyczne

#### Sojusznicy lub postacie neutralne
- Atsu – członek kasty senshich, doradca cesarza. Miał odprowadzić rannego Georga w bezpieczne miejsce z którego mógł odpłynąć z kraju, a następnie udzielić pomocy Haltowi, Willowi, Evanlyn, Alyss i Selethenowi w odnalezieniu cesarza. Działał w ruchu oporu.
- Alda – jeden z prześladowców Horace’a (wygnany z Redmont) – Ruiny Gorlanu.
- Alum – arydzki oficer, ginie pod koniec 7. tomu uniemożliwiając bandytom pokrzyżowanie planów Willa.
- Axel – Skandianin, żeglował na Wilczym wichrze. Pojawia się w 7. tomie.
- Aman sh’ub-del – rachmistrz Selethena. Udawał wakira Al Shabah.
- Ambrose – złotnik i jubiler, został okradziony w 11. tomie przez trzech złodziei.
- Ahmud – jeden z Bedulinów. Pojawia się w 7. tomie.
- Ayagi – przywódca starszyzny w wiosce Mura. Zabity przez ludzi Arisaki.
- baron Ergell – baron lenna Seacliff. Zaniedbywał swoje obowiązki.
- baron Fergus – baron lenna Carway. Członek rady wojennej.
- baron Thorn – baron lenna Drayden. Członek rady wojennej.
- baron Tyler – jeden z baronów Araluenu. Walczył na równinie Uthal.
- Barney – woźnica przebywający w gospodzie w której Will przebrany za rybałta zabawiał gości.
- Bartell – zwiadowca w stanie spoczynku, po którym Will objął stanowisko w Seacliff. To on poleca mu usługi Edwiny.
- Berrigan – były zwiadowca. Pomagał Crowleyowi i Haltowi wypędzić Odszczepieńców z Araluenu, gdy Gilan był jeszcze uczniem Halta. W walce ze Skandianami stracił stopę i musiał zakończyć karierę zwiadowcy. Jest minstrelem i tajnym agentem na usługach korpusu, przygotowywał Willa do występowania jako minstrel.
- Borsa – hilfmann (sekretarz, zarządca) oberjarlów Ragnaka i Eraka.
- Bryn – jeden z prześladowców Horace’a (wygnany z Redmount) – Ruiny Gorlanu
- Cullum Gelderris – właściciel gospody Pod Pękatym Dzbanem.
- Delia – córka Edwiny. Wyszła za mąż za Stevena, syna przewoźnika.
- Edmund – pomocnik Alyss podczas pośredniczenia w rokowaniach między Toscano a Arydią.
- Eiko – Kikori, mieszkaniec wioski Mura. Po jej zniszczeniu wyruszył wraz z niektórymi mieszkańcami by ostrzec cesarza przed nadciągającymi wojskami Arisaki
- Edwina – kobieta najęta jako gospodyni Willa w lennie Seaclif. Właścicielka karczmy.
- Fajsal – wnuk Omara. Uratowany przez Willa od ugryzienia kobry piaskowej.
- Ferris O’Carrick – brat Halta i Caitlyn, wuj Seana. Król Clonmelu, ginie od strzału Genoweńczyka.
- Geldon – emerytowany zwiadowca pełniący rolę doradcy Crowleya. Udzielał Cassandrze lekcji skradania się. Mieszkał na zamku Araluen.
- George – jeden w z wychowanków sierocińca, skryba
- Gilet – najlepszy lutnik w Araluenie. Wzmiankowany w 5. tomie.
- Glendyss – Celt i górnik jeden z pierwszych pojmanych przez Morgaratha do budowy mostu. Zakatowany przez wargalów w Płonącym moście. Na łożu śmierci wyjawił Willowi ważne informacje na temat mostu.
- Gronel – syn Ragnaka, wspominany w Ziemi skutej lodem. Zginął w bitwie pod Lasem Cierniowym. Po jego śmierci Ragnak zaprzysiągł zemstę Vallom.
- Gundar Hardstriker – skirl „Wilczej chmury”. Will ofiarował mu Johna Buttle’a jako niewolnika, ale ten uwolnił się, zabijając dwóch Skandian. Wraz ze swoją załogą stanowił wojsko Willa (formalnie Horace’a) w Oblężeniu Macindaw.
- Hassan ib’n Taulok – Bedulin, który znalazł Wyrwija i ścigał się o niego z Willem.
- Hilde – zniewolona przez włóczęgów. Uratowana przez Willa i Alyss w „Zaginionych Historiach”.
- Iqbal – żołnierz Selethena który wraz nim i Aralueńczykami wyruszył jako eskorta do Mararoka.
- Jennifer „Jenny” Dalby – przyjaciółka Willa z sierocińca, uczennica Mistrza Chubba. W 8. tomie można się dowiedzieć, że zaprzestała nauki u Mistrza Chubba i wykupiła udziały w gospodzie. Jest zakochana z wzajemnością w Gilanie, chodź odrzuciła jego zaręczyny – nie chciała być żoną dowódcy Korpusu, którego ciągle nie ma. Gilan odwiedza ją za każdym razem, kiedy jest w Redmont.
- Jerome – prześladowca Horace’a (wygnany z Redmont) – Ruiny Gorlanu
- Jito – przywódca starszyzny w wiosce Kawagishi. Gościł u siebie cesarza.
- Jens – żeglarz na pokładzie Wolfwilla. W dziesiątym tomie miał poprowadzić atak na piracki statek.
- Jon Tarkson – jeden z żeglarzy na pokładzie Wilczej chmury.
- Jurgen – wioślarz na Wilczym wichrze uczestnik wyprawy do Arydii. Pojawia się w 7. tomie.
- Kaeko – jeden z senshich wiernych cesarzowi. On wypatrzył na drodze Reito uciekającego z Ito.
- Kona – Hassanu który poprowadził Alyss i Ewanlyn do pana Nimatsu.
- Król Swyddned – król Celtii.
- Leander – zwiadowca, który pomógł Haltowi i Crowleyowi zreformować Korpus Zwiadowców.
- Loka – jeden z senshich którzy pozostali wierni Shigieru.
- lady Georgina z Sandal-hurst – ciotka lady Pauline obecna na jej ślubie z Haltem w 7. tomie.
- lady Sandra – małżonka barona Aralda, obecna na ślubie Halta z lady Pauline.
- Luka – jeden z odmieńców których skupił obok siebie Malcolm (miał zbyt duży tułów w porównaniu do reszty ciała). Z powodu pięknego głosu operował systemem rur odpowiedzialnych za dziwne głosy w lesie Grimsdel.
- Malcolm – zdyskredytowany przez swojego konkurenta uzdrowiciel, ukrywał się w lesie Grimsdell wraz z odrzuconymi przez innych ludźmi. Znał się na chemii i iluzji. Uzdrowił Ormana i Halta.
- Matsuda Sato – podoficer armii Arisaki (służył mu od 27 lat). dowodził grupą dwunastu mężczyzn. za to, że odmówił walki z Shigieru został zabity przez Arisakę.
- McDuig i McForn – aralueńscy dudziarze mający za zadanie zagrzewać do boju armię podczas bitwy na równinie Uthal.
- Meralon – zwiadowca w lennie Norgate. Jego numerek zwiadowcy w lennie Norgate to 27. Arogancki, jak określają go Halt i Crowley, głupiec.
- Martin – asystent barona Aralda na zamku Redmont.
- Mikeru – siostrzeniec Ayagiego. Poprowadził cesarza do wioski Kawagishi. W Rankoshi odkrył tajne wyjście z twierdzy (później nazwane Przesmykiem Mikeru) i punkt obserwacyjny, a podczas bitwy dowodził oddziałem oszczepników.
- mistrz Chubb – kuchmistrz na zamku Redmont, były mistrz Jenny.
- mistrz Ulf – Mistrz Koni odpowiedzialny za opiekę i szkolenie bojowych rumaków na zamku Redmont.
- mistrz Nigel – Mistrz Szkoły Skrybów na zamku Redmont, były mistrz George’a.
- Moka – dowódca straży przybocznej Shigieru. Szkolił Kikorich we władaniu bronią.
- Mortin – pomocnik oberżysty który oblał się wrzątkiem oszpecając tym swą twarz. Należał do grupy odmieńców Malcolma.
- Nigel – jeden z odmieńców Malcolma. Operował latającymi głowami potworów.
- Nils Ropehander – jeden ze Skandian pod dowództwem Gundara, kolega Horace’a. Nabija się z choroby morskiej Halta.
- Nordel – jeden ze Skandian którzy wraz z Erakiem przybyli do Araluenu na pomoc Morgarathowi. Umarł pokonany przez wargalów. Pod koniec swojego życia udzielił Haltowi informacji o kierunku w którym udali się Skandianie z Willem i Cassandrą, robi to bo Halt podał mu miecz, który wypadł mu z rąk – według wierzeń Skandian wojownik musi umrzeć z bronią w ręku, albo będzie przez wieki błąkać się szukając swojej broni.
- Nimatsu – wierny cesarzowi Senshi przewodził ludem Hassanu.
- Norris – Mistrz Szkoły Rycerskiej w Seacliff. Zaniedbał swoje obowiązki przez co lenno byłoby bezbronne gdyby doszło do ataku.
- Olaf – Skandianin, uczestnik wyprawy do Arydii. Pojawia się w 7. tomie.
- Omar ib’n Talud – przywódca Bedulinów, uratował Willa na pustyni, razem ze swoimi ludźmi pomógł odbić Massavę i uratować jeńców.
- Orman – syn władcy Macindaw, został otruty przez swojego kuzyna, Kerena. Uzdrowił go Malcolm (Czarnoksiężnik z Północy).
- Ovlak – skandyjski wojownik wraz ze swoimi ludźmi miał pomóc Morgarathowi w walce z Aralueńczykami, ale zrezygnował.
- Ranald – jeden młodszych oficerów pełnił rolę adiutanta króla Duncana. Walczył na równinie Uthal.
- Reito – uciekinier z Ito. ostrzega cesarza przed zdradą potem obejmuje obowiązki Shukina.
- Rollo – zamkowy kucharz z lenna Seacliff. Świetnością dorównywał mistrzowi Chubbowi.
- starszy kadet Paul – starszy uczeń Szkoły Rycerskiej zamku Redmont pojawia się w Ruinach Gorlanu
- Piotr Solny – pojawia się w Ruinach Gorlanu tropił wielkiego dzika aż do zamku Redmont następnie został wysłany przez Halta do barona Araldowi o zorganizowaniu polowania na owego dzika. Przydomek solny zyskał po zwyczaju dodawania dużej ilości soli do potraw.
- Poldaric – w dzieciństwie doznał skrzywienia kręgosłupa przez co nie mógł utrzymać pionu i był ciągle skrzywiony. Należał do grupy odmieńców Malcolma.
- Sapristi – toscański generał, uczestnik rokowań między Toscano a Arydią.
- Sulejma – żona Omara opiekowała się Willem kiedy przebywał u Bedulinów.
- Sidar – żołnierz Selethena który wraz nim i Aralueńczykami wyruszył jako eskorta do Mararoka.
- Sean O’Carrick – siostrzeniec Halta i Ferrisa – syn ich siostry, Caitlyn. Po śmierci Ferrisa zasiadł na tronie Clonmelu (Królowie Clonmelu).
- Seley el’then – znany też jako Selethen. Wakir miasta Al Shabah. Został pojmany przez Tualegów i uratowany przez Willa i Bedulinów. Pomaga Willowi (wraz z Haltem, Alyss i Cassandrą [bądź Evanlyn]) w wyprawie do Nihon-Ja.
- Sharik – jeden z wywiadowców Bedulinów. Uczestniczył w ataku na Mashawę.
- Shigeru Motodato – cesarz Nihon-Ja, przyjaciel Horace’a.
- Shukin – kuzyn cesarza, Shigeru. Zginął przy brodzie dając czas cesarzowi na przejście i zniszczenie mostu, prowadzącego do Ran-Koshi.
- sir David – Mistrz Sztuk Walki lenna Caraway i naczelny dowódca sił królewskich Araluenu. Walczył na równinie Uthal. Ojciec Gilana.
- sir Doric – Mistrz Szkoły Rycerskiej lenna Norgate.
- sir Karel – nauczyciel w Szkole Rycerskiej na zamku Redmont.
- sir Morton – asystent sir Karela na zamku Redmont.
- sir Richard – wzmiankowany w 7. tomie, uczył Cassandrę władania szablą.
- sir Vincent – dowódca korpusu obserwatorów (żołnierzy pełniących rolę królewskich oczu i uszu). Walczył na równinie Uthal.
- Stary Bob – treser zwiadowczych koni. Jak żartuje, „sam staje się podobny do nich”.
- Sten Lepka Ręka – wzmiankowany w Bitwie o Skandię jarl Ostkrag.
- Steven – syn przewoźnika, ożenił się z Delią.
- Młody Bob – syn Starego Boba daje konia Maddie w 12. części
- Svengal – dawny zastępca Eraka. Po jego awansie na oberjarla został skirlem Wilczego wichru.
- Tabai – służący Shigieru.
- Tarik – członek plemiennej starszyzny Bedulinów u których przebywał Will i sędzia w jego wyścigu z Hassanem.
- Trobar – człowiek olbrzymiej postawy, wierny pomocnik Malcolma; Will oddaje mu Shadow, swojego psa (Oblężenie Macindaw). Ofiarowuje Willowi Ebony, szczeniątko Shadow (Halt w niebezpieczeństwie). Obecny na ślubie Willa i Alyss.
- Toru – drwal z wioski Kawagishi. Prowadził cesarza i senshich przez góry do Rankoshi.
- Ulf Oakbender – szlakowy na pokładzie Wilczej chmury zabity przez Johna Buttle’a.
- Urlich – niewolnik z Hallasholm w obronie którego stanął Will za co naraził się Egonowi.
- Yamada – dowodził jednym z klanów senshich. Przybył na pomoc Arisace, lecz gdy zorientował się, że ten go okłamał odmówił walki.
- Xander – sekretarz Ormana, towarzyszył swojemu panu i Willowi w ucieczce z Zamku Macindaw do lasu Grimsdell.

#### Wrogowie
- Saoud – w zamian za nietykalność wyjawiał Talishowi gdzie inni kupcy chowają cenne rzeczy. Nasłał na Willa i Aluma Tualegów. Gdy Alum umierał odkupił swe winy przyprowadzając lekarza.
- Serafino i Mordoni – Genoweńczycy, zamierzali, na polecenie Iqbala zabić księżniczkę Cassandrę. Jeden z nich zginął na miejscu drugiego zaś pojmano.
- Slagor – podstępny kapitan okrętu „Wilczy kieł”, zdradził Skandię Temudżeinom, skazany na śmierć przez Eraka.
- Yusal Makali – przywódca Tualegów, który pojmał i skazał na śmierć Halta, Gilana, Cassandrę, Eraka, Svengala, Horace’a oraz Selethena.
- Victor – znany pod pseudonimem Bajarz. Odwiedzał wioski i opowieściami zdobywał zaufanie dzieci potem straszył je Tym, Który Przychodzi Nocą, wybierał ofiarę i znikał. Zginął spadając z klifu na nisko położony ustęp skalny.
- Toshak – skandyjski zdrajca, wykorzystywał imię Slagora do podburzania innych przeciwko Erakowi (Okup za Eraka), zginął z jego ręki.
- Tomas – przywódca trójki bandziorów którzy obrabowali Ambrose’a Shininga złotnika w Wensley i wtargnęli do domu Jenny.
- Twu’lik – brat Mat’lika i główny strateg podczas kampanii wojennej przeciw Średnim Królestwom i Ursalom. Po śmierci brata porzucił wojska by wziąć udział w wyborach sha’shana. Został powieszony za porzucenie swych wojsk.
- Todoki – jeden z najzagorzalszych zwolenników Arisaki. Jego herbem był zielony wół. Został zabity przez Horace’a.
- Tennyson – przywódca fałszywej religii odszczepieńców. Zostaje zabity w 9-tym tomie.
- Talish – jeden z tualeskich wojowników któremu towarzyszyło dwóch innych przybocznych Tualegów. Okradał arydzkich kupców bo wiedział gdzie znajdują się ich kryjówki. W tym celu nawiązał współpracę z Saoudem, któremu gwarantował nietykalność.
- Petulengo – młody włóczęga. Pobity przez Alyss w akcie zemsty. Dowiadujemy się o nim w „Zaginionych Historiach”.
- Rupert Gubblestone – podszywał się pod Foldara w Ziemi skutej lodem. Złapany i zabity podczas napadu przez Halta.
- Robert – Zwiadowca Jory’ego Ruhla w Esseldon.
- Robard – Pomocnik stolnika na zamku Redmont. Za drobne kradzieże i wyżywanie się na podwładnych został zdegradowany do roli kelnera. W akcie zemsty spowodował kilka nieszczęśliwych „wypadków” na zamku. Brał udział w spisku z Genoweńczykami w celu zabójstwa księżniczki Cassandry. Otruty przez swoich wspólników.
- Or’kam – dowódca temudżeińskiego oddziału który Slagor miał przywieźć do Hallasholm.
- Nuttal – najmniejszy z trójki bandziorów którzy obrabowali Ambrose’a Shininga złotnika w Wensley i wtargnęli do domu Jenny. Był tchórzem.
- Nit’zak – Temudżein, zastępca Haz’kama. Próbował zabić Evanlyn, lecz sam zginął z ręki Willa.
- Mound – największy i najsilniejszy z trójki bandziorów którzy obrabowali Ambrose’a Shininga złotnika w Wensley i wtargnęli do domu Jenny.
- Marissi – jeden z trójki genoweńskich najemników wynajętych przez Tennysona. Zostaje zabity przez Halta i Willa (Halt w niebezpieczeństwie) podczas zasadzki w zatopionym lesie.
- Mat’lik – dawny Sha’shan Temudzeinów. Za jego czasów prowadzona była kampania wojenna przeciw Ursalom i Średnim Królestwom. Zmarł po zatruciu nieświeżymi ostrygami.
- Luciano – dowódca trzech Genoweńczyków wynajętych przez Tennysona.Zatruł wodę Horace’a, by utrudnić mu pojedynek. Ginie postrzelony przez Willa w czasie sądu opatrzności.
- lord Morgarath – były baron Gorlanu. Zbuntował się przeciwko Duncanowi i poniósł klęskę na skutek niespodziewanego ataku kawalerii, która przeraża wargali – jego potwory, które kontrolował za pomocą umysłu. Wysłał na swoich wrogów kalkary – znakomitych zabójców, z których jednego ciężko ranił Halt, a dobili Baron Arald i sir Rodney, a drugiego Will. Zginął podczas pojedynku z Horace’ em (Płonący most).
- Kord – jeden z żołnierzy-oszustów, zostaje zabity w części 11. przez Halta, jednak przez niego zginęła matka Willa.
- Keren – kuzyn Ormana, lorda Macindaw. Wszedł w spisek ze Skottami. Zahipnotyzował Alyss, by zabiła Willa, ale Will przezwyciężył jego wpływ, mówiąc jej, ze ją kocha. Został przez nią oblany kwasem i wypadł przez osłabione przez Alyss kraty wieży.
- Jory Ruhl – Groźny przestępca działający na terenie lenna Anselm. Odkryto jego bazę w gospodzie Pod Skrzydlatym Smokiem więc rozkazał ją podpalić. W 12. tomie Udaje Tego Który Przychodzi Nocą i porywa dzieci By sprzedać je jako niewolników za granicą. Odnajduje go Will, lecz Jory go łapie i zamierza spalić na stosie. Ginie upadając na przygotowany do spalenia stos z podpalonym patykiem w ręku.
- Jerrel – jeden z dwóch żołnierzy-oszustów, który zabił matkę Willa. Dowiadujemy się o nich w książce Zaginione Historie.
- John Buttle – lokalny bandyta z Seacliff. Dźgnął swojego psa (Shadow) włócznią i zostawił na uboczu drogi, gdzie znalazł ją Will. Podsłuchał rozmowę jego i Alyss, gdy przekazywała mu rozkazy. Kurierka stwierdziła, że należy go zabić, ale Will zamiast tego przekazał go Skandianom. Uciekł z wilczego okrętu, zabijając dwóch żeglarzy. później najął się na służbę u Kerena, gdzie był dowódcą garnizonu. Rozpoznał Alyss i doprowadził do jej uwięzienia (Czarnoksiężnik z Północy). Byłby zabił Horace’a podczas bitwy o Zamek Macindaw, gdyby nie interwencja Trobara, wściekłego za krzywdę wyrządzoną Shadow. Następnie Horace znów niemal nie ginie z jego ręki, ale zabija go topór rzucony przez Gundara Hardstrikera (Oblężenie Macindaw).
- Jerome – przywódca włóczęgów. Porywa Ebony. Zabity przez Czarciego kła w „Zaginionych historiach”.
- Ito i Yoki – żołnierze, podkomendni Todokiego.
- Iqbal – brat Yusala. Miał pracować jako niewolnik przy odbudowie miejskich murów w Maashava, ale uciekł. Chciał zemścić się na Cassandrze za pozbawienie rozumu swojego brata w tym celu wynajął Genoweńczyków: Serafina i Mordoniego.
- Hassaun – kat na usługach Tualegów. Miał ściąć Halta, Gilana, Cassandrę, Horace’a i Selethena. Lubił się popisywać swoją siłą i umiejętnościami władania mieczem. Zginął z ręki Willa.
- Henry Wozak – członek pierwszej bandy Jory’ego Rhula. Odnajduje go Will. Próbując uciekać upada na nóż i traci życie.
- Hendel – niewolnik z Hallasholm którego Egon wykorzystał do podania Willowi ziela cieplaka.
- Haz’kam – generał armii Temudżeinów która zaatakowała Skandię.
- Harold – Najniżej postawiony członek bandy Jory’ego Rhula.
- generał McHaddish – przywódca klanu Haddish i członek delegacji która odwiedziła Macidaw w celu zawarcia przymierza z Kerenem. Schwytany przez Willa, a następnie wypuszczony.
- Foldar – Zastępca Morgaratha, pilnie poszukiwany w Ziemi skutej lodem ostatecznie złapany i zabity przez Gilana.
- Egon – szef „hordy” na dziedzińcu w Hallasholm. Z jego rozkazu podano Willowi cieplaka. za zapłatą zgodził się wypuścić Willa gdy Evanlyn planowała ucieczkę, gdy się o tym dowiedziano dostał chłostę.
- Donald i Thomas – członkowie bandy Jory’ego Rhula Których obowiązkiem było zajmowanie się obozowiskiem w Zatoce Jastrzębiego Łba.
- Deparnieux – gallijski (czarny)rycerz, pan Zamku Montsombre. Został zabity przez Halta w Ziemia skuta lodem.
- Dick Reacher – dezerter, morderca i tchórz został wygnany z królestwa przez Halta, a następnie przystał do Morgaratha. został zabity strzałą Halta w Płonącym Moście gdy Morgarath wykorzystał go do oddania Aralueńczykom fałszywych planów walki.
- Caleb McFrewin – Przywódca najważniejszego klanu Skottów. Przewodził wojskami które miały stacjonować w Macindaw.
- Chirath – Przywódca wargalów Morgaratha.
- Ch’ren – temudżeiński żołnierz wywodzący się z jednego z wyżej postawionych rodów. Wziął Evanlyn jako jeńca.
- Bin’zak – temudżeiński pułkownik i dowódca wywiadu. Zawiódł swojego generała. Zginął od salwy strzał, lecz przed śmiercią zdołał powiadomić Haz’kama o ukrytych łucznikach czym odkupił swe winy.
- Benito – Iber, członek nowej bandy Jory’ego Rhula. W Młodości próbowano go zabić i ostrze przebiło mu krtań przez co teraz jego głos brzmi jak złowrogi szept. Wysłano go by zabił Maddie. Zginął z jej ręki.
- Bart i Carney – bandyci grasujący w Celtii w czasie jej spustoszenia. Chcieli napaść na Willa i Horace’a, lecz ten ich pokonał. Następnie gdy drużyna opuszczała Celtię ich broń i odzienie wrzucono do wielkiej rozpadliny by ci nie mogli ich napaść z powrotem.
- Baron Douglas – dawny baron lenna Highcliff. Był w zmowie z Foldarem.
- Bacari – jeden z trójki genoweńskich najemników wynajętych przez Tennysona. Zatruwa śmiertelnie Halta, który wychodzi z tego cało dzięki Malcolmowi. Zabija go Will (Halt w niebezpieczeństwie).
- Arisaka – senshi. Buntownik, sprzeciwił się cesarzowi Shigeru. Został zabity przez Willa w Cesarz Nihon-Ja.
- Arndor z Crewse – Miał ponad dwa metry wzrostu. Terroryzował Crewsea aż Crowley przykuł go do koła młyńskiego i pozwolił by ten był wykorzystywany do wyrobu mąki przez pięć lat.
- Alda, Bryn i Jerome – Uczniowie drugiego roku szkoły rycerskiej zamku Redmont. Przez cały czas dręczyli Horace’a, lecz po interwencji Halta zostali z niej wyrzuceni i wygnani z lenna.
- At’lan – dowódca temudżeińskiego patrolu zabity przez Halta. Wywodził się z prostego ludu i miał niemałe doświadczenie wojenne.

### Fikcyjne postacie w Ruinach Gorlanu
- Kalkary – zawodowi zabójcy. Z wyglądu przypominają niedźwiedzia i małpę.
- Wargale – mało inteligentne stworzenia przypominające skrzyżowanie wilka z niedźwiedziem.

### Zwierzęta
- Bellerofont (Wyrwij) – pierwszy koń Willa. W księdze siódmej ucieka od pana podczas burzy piaskowej. Znajduje go wtedy Hassan i nadaje mu imię Ostatnie Światło Dnia. Will wygrał go jednak od Hassana w zawodach jeździeckich. W księdze jedenastej w wyniku ataku wilka musiał przejść na emeryturę gdzie będzie „służył” do rozrodu przekazując swoje najlepsze cechy, zastępuje go koń o prawie takim samym wyglądzie jak Wyrwij spłodzony przez jego dziadka. Nowy koń Willa dostaje imię Wyrwij, a poprzedni Bellerofont.
- Abelard – koń Halta.
- Acorn – koń Liama w 12. tomie. Zrzucił go z siebie potykając się o rozciągniętą linę przez co zwiadowca skręcił kark.
- Blaze – koń Gilana
- Kicker – koń Horace’a
- Kyofu – inaczej Groza. Tygrys śnieżny (ludojad) zamieszkujący las Uto. Zabity przez Alyss.
- Cropper – koń Crowleya.
- Cropper/Cormac – poprzedni koń Crowleya; obecnie na emeryturze, przez pięć dni pracował z Willem.
- Strzała – koń Willa w Arydii, po zaginięciu Wyrwija, ginie pożarta przez lwa
- Guzdrała – koń Svengala w 7. tomie
- Pan Słońca – Koń Selethena w 7. tomie
- Piaskowy Wicher – koń wodza beduinów – Omara
- Shadow – suczka, znaleziona przez Willa w 5. tomie. Jest czarno-biała, jedno oko ma brązowe, drugie niebieskie. Oddana Trobarowi w 6. tomie.
- Ebony – szczenię Shadow, suczka podobna do matki. Zostaje podarowana Willowi przez Trobara.
- Zderzak – zwiadowczy koń Madelyn.
- Sundancer – koń księżniczki Madelyn przed jej przystąpieniem do Korpusu Zwiadowców.
- Czarci Kieł – jeden ze zniewolonych przez włóczęgów psów. Wykorzystywany do nielegalnych walk. Zabił Jerome’a w „Zaginionych Historiach”, padł od strzału Willa.
- Saba – szczenię Ebony. Pojawia się w 12. tomie.

## Państwa
- Araluen – ojczyzna głównych bohaterów. Araluen jest położony na wyspie, na zachód od kontynentu. Królestwem rządzi król Duncan, w tomie 12. władzę sprawuje regentka Cassandra wspierana przez męża i przyjaciół. Baronowie sprawują władzę w imieniu króla na powierzonych im ziemiach – w lennach. Królestwo Araluen słynie z najlepszych rycerzy na świecie i świetnych strategów.
- Skandia – ojczyzna jarla Eraka. Centrum wydarzeń 3. i 4. tomu. Skandianie to wojowniczy lud, którego najważniejszym źródłem dochodów (a zarazem „tradycją”) są wyprawy łupieżcze. Większość Skandian to rośli mężczyźni, specjalizujący się w małych potyczkach. Nie prowadzą żadnych regularnych wojen, nie biorą udziału w wielkich bitwach (z wyjątkiem 4. tomu). Lud Skandian skupiony jest pod władzą oberjarla, któremu zobowiązani są oddawać część swoich łupów jako „podatek”. Po wydarzeniach z 4 tomu powoli zamiast łupieżców stali się policją morską.
- Celtia – niewielki, górzysty kraj położony na południowy zachód od Araluenu. Celtia była sprzymierzeńcem królestwa w wojnie z Morgarathem.
- Gallia – duży kraj położony w zachodniej części kontynentu. Gallia ma króla, lecz prawie żadna ze znaczących osobistości nie uznaje jego władzy – większość miast podzielona jest pomiędzy tyranów, którzy nieustanie napadają na ziemie swoich „sąsiadów”. Z języka gallijskiego wywodzi się nazwa konia Halta.
- Teutonia – kraj położony nad Morzem Białych Sztormów. Prawdopodobnie przez ten kraj przechodzi jedyna lądowa droga z zachodu do Skandii. Zimą jest jednak nie do przejścia. Teutonia jest podzielona na 6. samodzielnie funkcjonujących części.
- Picta – ziemia położona na północ od Araluenu. Kraj ten jest w nieustannej wojnie z Araluenem. Kraina Skottów.
- Pustkowia Północy – teren, o którym niewiele wiadomo. Znajduje się na północny wschód od Skandii.
- Sonderland – wyspa położona na zachód od Skandii. Niewiele wiadomo o niej i jej mieszkańcach, poza tym, że chętnie handlują z obywatelami Skandii i innymi państwami.
- Góry Deszczu i Nocy – położone na południe od Królestwa Araluenu tereny, stanowiły kryjówkę Lorda Morgaratha i jego armii. Od Celtii oddziela je Rozpadlina.
- Arydia – pustynny kraj, położony nad Morzem Spokojnym. Zamieszkują go Tualegowie, Arydzi i Bedulini (to oni odkryli kawę). Królem Arydii jest Emrikir, podczas gdy prowincjami rządzą Wakirowie. Władca zamieszkuje miasto Mararoko.
- Hibernia – wyspa na zachód od Araluenu; składa się z 6 pomniejszych państw. Jednym z nich jest Derris, a drugim Clonmel, gdzie władzę sprawować powinien Halt, jednak jego brat Ferris próbował go zabić, więc Halt uciekł. Po śmierci Ferrisa królem zostaje jego siostrzeniec, Sean.
- Stepy Wschodu – ojczyzna Temudżeinów. Znajduje się na wschodzie kontynentu. Pokrywają je głównie łąki i równiny.
- Toscano – kraj, leżący na południu kontynentu. Znajduje się tu miasto Genovesa – ojczyzna Genoweńczyków (wyśmienitych zabójców, najemników). Armia składa się z legionów – wielkich oddziałów piechoty.
- Alpina – górzysty kraj w środku kontynentu.
- Aslava – ziemia na wschód od Toscano.
- Iberion – kraj na południe od Galli. Nadal prowadzony jest tam handel niewolnikami – oficjalnie nie wolno trzymać niewolników, ale można nimi handlować.
- Nihon-ja – kraj, leżący na wschodzie. Jest ojczyzną wojowników senshi. Władcą jest cesarz.
- Hellada – kraj, leżący na północno-wschodnim wybrzeżu Morza Spokojnego. Hellenowie znani są z tego, że uwielbiają się targować.

## Zamki
- Montsombre – (tł. z fr. posępna góra) zamek należący do galijskiego rycerza Deparnieux’a, który więził tam Halta i Horace’a podczas ich wędrówki przez Galię. Pod koniec 3. tomu został podpalony (prawdopodobnie przez Halta).
- Macindaw – zamek w lennie Norgate o ogromnym znaczeniu strategicznym. Stacjonuje tam Harrisson, później Gilan.
- Gorlan – dawna siedziba Morgaratha, została zburzona na rozkaz króla Duncana, po tym jak lord zdradził władcę i kraj.
- Araluen – stolica Araluenu, siedziba rodziny królewskiej. Stacjonuje tam Crowley.
- Redmont – siedziba barona Aralda, lenno do którego został przydzielony Halt, a także miejsce, w którym wychowywali się Will, Horace, Alyss, Jenny i George.
- Seacliff – mały zamek w spokojnym lennie o tej samej naziwe. Władze sprawował tam baron Ergell. Stacjonował tam Will.
- Whitby – zamek w środkowej części Araluenu, stolica lenna o tej samej nazwie. Stacjonował tam jako zwiadowca Gilan, a wcześniej Alun.
- Dun Kilty – stolica hibernijskiego państwa Clonmelu. Królem państwa i panem zamku był Ferris, brat Halta, a potem Sean.
- Ran-Koshi – naturalna twierdza na północy Nihon-Ja. Ukrył się tam cesarz Shigeru wraz z niedobitkami swojej armii przed zdrajcą Arisaką. Rozegrała się tam bitwa w której zwyciężyły wojska Shigeru.
- Hashan-Ji – zamek podarowany przez Shigeru jako prezent z okazji ślubu Horace’a i Cassandry. Położony w prowincji Koto blisko pałacu letniego cesarza.
- Highcliff – zamek w lennie Highcliff, w którym w 11. części Gilan odkrywa spisek
- Treleth – stolica lenna o tej samej nazwie i siedziba barona Sculy’ego.
- Dzika Rzeka – zamek zdradzieckiego sir Emmamona, który sprzymierzył się z Moragarathem.
- Falaise – zamek w Galii, siedziba barona Lassigny, który więził Willa i Madie w 15 i 16 tomie.

## Stolice
- Hallasholm – stolica Skandii, tam przetrzymywano Willa i Evanlyn.
- Mararoko – stolica Arydii.
- Araluen – stolica Araluenu. Dom Cassandry
- Dun Kilty – stolica Clonmelu.
- Ito – stolica Nihon-Ja.

## Miejscowości
- La Rivage – nadbrzeżna mieścina w Galii.
- Al Shabah – portowe miasteczko w Arydii, w którym wakirem jest Seley el’then (w skrócie Selethen).
- Maashava – miasteczko gdzie miała się odbyć kaźń Halta, Horace’a, Selethena, Gilana i Evanlyn.
- Craikennis – miasteczko, w którym Will, Halt i Horace powstrzymali bandytów Tennysona. znajdowała się tam tawerna „Pod zieloną harfą”.
- Mountshannon – miasteczko w Clonmelu, gdzie Tennyson obozował i gdzie zaczął się bunt.
- Iwanai – przybrzeżne miasteczko w Nihon-Ja.
- Genovesa – miasto w Toscano, miejsce pochodzenia płatnych skrytobójców Genoweńczyków.
- Ostkrag – skandyjska miejscowość położona w głębi lądu na wschód od Hallasholm. dotrzeć tam dało się jedynie przez góry. Jej jarlem jest Sten Żelazna Ręka. Miejscowość zalega z płaceniem podatków stolicy.
- Pordellath – mała celtycka mieścina opustoszała po ataku Morgaratha na Celtię. Will, Gilan i Horace przespali w niej noc podczas ich podróży do króla Swyddneda.
- Crewse – miasteczko wspominane w piątym tomie. Terroryzował je zbir imieniem Arnold. Crowley przykuł go do koła młyńskiego i pozwolił by ludzie wykorzystywali go do pracy w młynie przez pięć lat.
- Duffy Ford – mała wioska w Clonmelu gdzie rozbójnicy dokonali masakry ludności.
- Fingle Bay – miejscowość na północy Clonmel i port rybacki położony w małej zatoczce. pod koniec 8. tomu Halt dostał list z informacją od Willa, że w niej ukryli się Odszczepieńcy.
- Derryton – nadbrzeżna wioska na północy Clonmelu. Halt i Horace spędzili w niej noc podczas podróży do Fingle Bay.
- Carramos – jedno z miast Clonmelu w których Tenyson dokonał „cudu” i przepędził rozbójników.
- Ballygannon – miejscowość na południu Clonmelu gdzie Odszczepieńcy mocno się zakorzenili.
- Selsey – wioska rybacka położona przy płytkiej zatoce idealnej do połowu ryb. Była wyjęta spod władzy króla i nie znajdowała się na terenie żadnego z lenn. utworzyli ją kolonizatorzy z Hiberni.
- Maddlers Drift – miejscowość w Norgate wspominana tylko raz w 9. tomie.
- Colings Vale – miejscowość w Norgate wspominana tylko raz w 9. tomie.
- Willey’s Flat – wioska w Norgate w której Odszczepieńcy rozpowszechnili swój kult jeszcze przed przybyciem Tennysona. Przywódcą Odszczepieńców w tym miejscu był Barrett.
- Port Cale – nadbrzeżna wioska w Clonmelu utrzymująca się głównie z przemytu. Znajdowała się tam tawerna „Pod Czaplą”.
- Mura – wioska Kikorich w Nihon-Ja. Przywódcą starszyzny był tam Ayagi. „Mura” Po nihońsku znaczy wioska. Cesarz spędził tam jedną noc podczas podróży do Rankoshi.
- Kawagishi – inaczej Osada Nadbrzeżna. Wioska Kikorich w Nihon-Ja. Stąd cesarz wyruszył z przewodnikiem do Ranakoshi.
- Socorro – miasto-państwo na północnym wybrzeżu Arydii. Istnieje tam największy targ niewolników na kontynencie Arydzkim.
- Wensley – wioska przy zamku Redmont nad rzeką Tarbus.
- Danwers Crossing – wioska w której zaginęła Carrie Clover (porwana przez Jory’ego Rhula). Nazwana na cześć pierwszej osoby która przekroczyła rzekę i osiedliła się na tym brzegu.
- Willow Valle – ostatnia wioska z której banda Jory’ego Rhula porwała dziecko (Violet Carter). Znajdowała się w niej gospoda Tłusta Kaczka.
- Boleytown i Esseldon – wioski w których banda Jory’ego Rhula porwała dzieci (Petter Williscroft i Maurice Spoker).
- Hambley – nadbrzeżne miasteczko portowe w którym działali Księżycociemni. Wspominane w 11. tomie w opowieści Napuszona Mowa.
- Clardon – miejscowość wspominana w 11. tomie w opowieści Wędrowcy. Halt i Will zawieźli do niej więźniów – bandę piratów.

## Lenna
- Anselm – lenno w którym znajdowała się gospoda Pod skrzydlatym Smokiem gdzie zginęła Alyss. Obszar działań Jory’ego Rhula.
- Araluen – lenno Crowleya; stolica Araluenu; siedziba rodziny królewskiej.
- Aspienne – małe lenno z niewielką liczbą wojsk. Przeprowadzili się do niego Daniel i jego żona – rodzice Willa. Mistrzem sztuk walki był tam Norman (zginął w bitwie z Morgarathem w opowieści Śmierć bohatera)
- Caraway – jedno z większych lenn królestwa Araulen. Baronem jest tam Fergus. Mistrzem Szkoły Rycerskiej jest sir David.
- Coledale – byłe lenno Harissona, obecnie odpowiedzialny za nie jest młody Skinner.
- Cordom – lenno, w którym został zabity lord Northolt.
- Culway – małe lenno z niewielką liczbą wojsk. Wspominane raz w 11. tomie w opowiadaniu śmierć bohatera.
- Drayden – mało ważne lenno, wspomniane tylko raz w 2. tomie. Rządzi nim baron Thorn.
- Gorlan – opuszczone lenno, kiedyś rządził w nim Morgarath.
- Highcliff – lenno w którym Foldar dokonał napadu rabunkowego. Baronem był tam Douglas (stracił urząd gdy odkryto że był w zmowie z Foldarem.).
- Hogarth – byłe lenno Crowleya, położone na północno-zachodnim wybrzeżu Araluen.
- Keramon – lenno wspomniane w Turnieju w Gorlanie. Graniczy ono z Gorlanem. Władzę sprawuje tam baron Cortell.
- Martinsyde – Mało ważne lenno wspominane w 8. tomie. wychowywał się w nim i szkolił na zwiadowcę Skiner.
- Meric – lenno, w którym stacjonował Gilan.
- Norgate – lenno na północy Araluenu, graniczące z Pictą. Stacjonowali tam Meralon (5, 6, 7 tom) Gilan (8 tom), którego zastąpił Harisson. Mistrzem Szkoły rycerskiej jest tam sir Doric.
- Redmont – lenno, w którym wychował się Will, stacjonuje w nim Halt. W tomie ósmym przenosi się tam główny bohater. Baronem jest tam Arald a mistrzem Szkoły Rycerskiej sir Rodney.
- Seacliff – byłe lenno Willa, położone na małej wyspie, w którym stacjonuje Clarke. Lennem rządzi baron Ergel a Szkołą rycerską kieruje sir Norris.
- Trelleth – lenno, w którym zamordowano zwiadowcę Liama. Will i Madelyn prowadzą tam śledztwo na jego temat.
- Whitby – lenno graniczące z Redmont zwiadowcą był tam Alun, zastąpił go Gilan. Położone pośrodku państwa krzyżowało w nim się wiele ważnych dróg.
- Dacton – lenno zwiadowcy Leandera
- Weslon – lenno zwiadowcy Berrigana

## Rzeki
- Tarbus
- Łososiowa
- Semath
- Slipsunder
- Ooson
- Willowtree
- Piaskowy Strumień
- Bitteroot Creak
- Sainaki
- Ooghyl
- Craiskill
- Crowsfoot

## Wyspy
- Fallkork – Skandyjska wyspa przy której cumowały okręty Slagora gdy ten zamierzał dopuścić się zdrady. Wysadzono na niej ogarniętych chorobą morską Temudżeinów.
- Skorghijl – wyspa na Morzu Białych Sztormów.
- Seacliff – wyspa na której mieścił się pierwszy posterunek zwiadowczy Willa.
- Sonderland – wyspa na północny zachód od Skandii.

## Lasy
- Cierniowy – ciężkie do przebycia miejsce, jednak zwiadowcy znają jego tajne bezpieczne przejścia; tamtędy przeszedł oddział konnicy w bitwie ze Skandianami, którzy w drugim tomie mieli zajść od tyłu wojsko króla.
- Zachodu
- Szarego wschodu
- Grimsdell – las w lennie Norgate. Uważano, że zamieszkuje je czarnoksiężnik Malkallam. Później okazało się to nieprawdą.
- Zatopiony – w dziewiątym tomie została tam zastawiona zasadzka przez Genoweńczyków żeby zabić Willa, Halta i Horace. Halt został tam zatruty. Z początku nazywał się las Ethelsten, lecz zalany przez wylewające wody górskiej rzeki obumarł.
- Uto – w dziesiątym tomie las, którego bali się Hasanu, ze względu na Kyofu.

## Oceany
- Ocean Bezmierny
- Ocean Zachodni
- Ocean Wschodni
- Ocean Nieskończony

## Morza
- Morze Spokojne
- Morze Rostowskie
- Morze Wąskie
- Morze Białych Sztormów
- Morze Lodowe
- Morze Krwawe

## Przełęcze
- Przełęcz Kruka
- Wężowy Przesmyk
- Wąwóz Trzech Kroków

## Okręty
- Czapla – Był pierwszym okrętem w którym zastosowano technikę trójkątnego żaglu. Miał trzy czwarte długości zwykłego wilczego okrętu. Jego wykonanie opisane jest w serii „Drużyna”. Wynaleziony przez pół Skandianina, pół Aralueńczyka.
- Czarownica – Iberyjski statek niewolniczy kursujący między Araluenem a Arydzkim portem Socorro. Był pomalowany na czarno i miał czarne ożaglowanie by trudniej go było zauważyć w nocy.
- Szpon – piracki okręt Czarnego O’Malleya. Rozbił się na Palisadzie u wybrzeża Picty.
- Wilcza chmura – okręt należący do Gundara Hardstrikera rozbity u wybrzeży Araluenu.
- Wilczy kieł – okręt którego skirlem był Slagor.
- Wilczy szpon – okręt zdrajcy Torshaka.
- Wilczy wicher – okręt należący do jarla Eraka później przekazany Swengalowi.
- Wolfwill – w tłumaczeniu Wilcza wola lub Wilczy Will. Nowy okręt Gundara.
- Wróbel – okręt, jakim Will, Halt i Horace wrócili do Araluenu z Hibernii. Jego kapitanem był Ardel Keelty.